# Sutomo
Sutomo (Surabaya, 3 oktober 1920 - Arafat, 7 oktober 1981), ook bekend onder de bijnaam Bung Tomo, was een Indonesisch verzetsstrijder die vooral bekend is vanwege zijn rol in de Strijd om Soerabaja van 27 oktober tot en met 20 november 1945. Na de onafhankelijkheid was hij politiek actief voor de Indonesische Volkspartij (PRI). Hij was minister van staat in het kabinet-Boerhanoeddin Harahap.
Sutomo overleed in 1981 tijdens de hadj, de islamitische bedevaart naar Mekka, in de plaats Arafat, 20 km ten zuiden van Mekka.
Sutomo wordt gezien als de aanstichter van de aanval op de Nederlandse gemeenschap in Soerabaja in 1945. De vanwege haar opruiende radio-uitzendingen bekende Amerikaanse presentator K'tut Tantri ('Soerabaja Sue') was onderdeel van Sutomo's nationalistische groepering.
Sutomo is in 2008 aangewezen als nationale held van Indonesië.